# Paraleptophlebia quisquilia
Paraleptophlebia quisquilia är en dagsländeart som beskrevs av Francis Day 1952. Paraleptophlebia quisquilia ingår i släktet Paraleptophlebia och familjen starrdagsländor. Inga underarter finns listade i Catalogue of Life.